# كارلوس رودريجيث لابرونا
كارلوس رودريجيث لابرونا هو محامٍ وسياسي أوروغوياني ينتمي إلى الحزب الوطني.
انتُخب نائبًا عن الحركة الوطنية في روشا في عامي 1966 و1971. اعتُقل بعد الإنقلاب العسكري لعام 1973 في وحدة عسكرية. كان ناشطًا معارضًا ضد الدكتاتورية، وفي عام 1973 شارك في فعالية الأوبيليسك.
انتُخب مرة أخرى نائبًا في عام 1984. وفي أوائل عام 1987 انفصل عن حركة روشا واقترب من تيار «من أجل الوطن»، مؤسسًا القائمة 70. وفي عامي 1989 و1994 ترشّح مجددًا للنيابة، ولكن دون نجاح. شغل منصب نائب وزير التعليم غييرمو غارسيا كوستا في المرحلة الأولى من حكومة لويس ألبرتو لاكايه. لاحقًا، كان مديرًا للمؤسسة الوطنية للتنمية ولبنك جمهورية الأوروغواي الشرقية (بانكو دي لا ريبوبليكا أورينتال ديل أوروغواي). في عام 2008 انضم إلى حركة الوحدة الوطنية. كان له دور قيادي رياضي في نادي ناسيونال لكرة القدم.
متزوّج من مارجريتا روميرو زافاروني، وقد أنجبا ثلاثة أبناء: سيسيليا ولوسيا وخوان خوسيه.